# Curly Lambeau
Earl Louis "Curly" Lambeau (9 de abril de 1898 - 1 de junio de 1965) fue un jugador, entrenador y dirigente de fútbol americano estadounidense que fue fundador, jugador y el primer técnico del equipo Green Bay Packers de la NFL.
Lambeau y George Whitney Calhoun formaron el equipo en 1919 cuando Lambeau trabajaba para la compañía Indian Packing.  El éxito del equipo lo llevó a incorporarse a la NFL en 1921.
Lambeau se mantuvo como técnico de los Packers en la NFL de 1921 a 1949.  También jugó en el equipo de 1921 a 1929. Durante su estadía como entrenador en jefe llevó a los Packers a seis campeonatos de la National Football League (1929, 1930, 1931, 1936, 1939, 1944). Su récord en temporada regular con los Packers es de 209-104-21 (.626) con un récord en los playoff de 3-2.
Después de 1950 Lambeau se retiró del equipo al presentarse diferencias con el comité directivo y fue a dirigir a los Chicago Cardinals en la temporada de 1950 y 1951 con 7 ganados y 15 perdidos. Dejando el equipo para dirigir a los Washington Redskins las siguientes dos temporadas on una marca de 10-13-1 (.417).
Lambeau terminó su carrera como técnico después de 33 años con una marca de 229-134-22 (.595). Siendo miembro de la primera generación de inducidos en 1963 al Salón de la Fama. El campo de los Packers cambió su nombre a Lambeau Field en 1965 posterior a la muerte de Curly en junio de ese mismo año.